# Gudrun Hentges
Gudrun Hentges (* 1964 in Wittlich) ist eine deutsche Politologin. Seit 2016 ist sie Professorin für Politikwissenschaft an der Universität zu Köln. Im Sommersemester 2018 forschte und lehrte sie an der Universität Wien, wo sie die Sir-Peter-Ustinov-Gastprofessur der Stadt Wien wahrgenommen hat.

## Leben
Gudrun Hentges studierte von 1983 bis 1990 Politikwissenschaft, Soziologie, Philosophie und Französisch an der Philipps-Universität Marburg und 1985/86 an der Université Paris VIII. 1991 diplomierte sie am Fachbereich Gesellschaftswissenschaften und Philosophie der Marburger Universität. Von 1991 bis 1996 war sie wissenschaftliche Mitarbeiterin am Marburger Institut für Politikwissenschaft und danach beim Deutschen Bundestag. Sie wurde 1998 bei Reinhard Kühnl an der Philosophischen Fakultät mit ihrer Dissertation Schattenseiten der Aufklärung. Die Darstellung von Juden und »Wilden« in philosophischen Schriften des 18. und 19. Jahrhunderts zum Dr. phil. promoviert.
Von 1998 bis 2004 war sie wissenschaftliche Assistentin an der Erziehungswissenschaftlichen Fakultät der Universität zu Köln. Dort arbeitete sie an der politikwissenschaftlichen Abteilung mit Christoph Butterwegge zusammen. Sie war Mitglied des Vorstands der Forschungsstelle für interkulturelle Studien und tätig im Rahmen des EU-Projekts Socio-economic Change, Individual Reactions, and the Appeal of the Extreme Right. 2002 war sie Fellow am Deutschen Historischen Institut Washington. Von 2004 bis 2017 war sie Professorin für Politikwissenschaft an der Hochschule Fulda. Seit dem 1. Oktober 2016 lehrt und forscht sie an der Universität zu Köln, wo sie an der Humanwissenschaftlichen Fakultät (Campus Nord) den Lehr- und Forschungsbereich „Politikwissenschaft, Bildungspolitik und Politische Bildung“ leitet.
Seit 2004 ist sie Mitglied des wissenschaftlichen Beirats der Forschungsstelle für interkulturelle Studien an der Universität zu Köln. Gemeinsam mit Wolf-Dietrich Bukow, Christoph Butterwegge, Julia Reuter, Hans-Joachim Roth und Erol Yildiz gibt sie die Buchreihe der Forschungsstelle für interkulturelle Studien heraus, die unter dem Titel Interkulturelle Studien erscheint.
Gemeinsam mit Volker Hinnenkamp, Hans-Wolfgang Platzer und Anne Honer (1951–2012) ist sie seit 2007 Mitherausgeberin der interdisziplinären Schriftenreihe des „Centrums für interkulturelle und europäische Studien“.
2013 habilitierte sie sich an der Humanwissenschaftlichen Fakultät der Universität zu Köln mit der Schrift Staat und politische Bildung. Von der „Zentrale für Heimatdienst“ zur „Bundeszentrale für politische Bildung“. Diese wurde von Christoph Butterwegge begleitet.
Seit April 2016 ist sie Mitglied des wissenschaftlichen Beirats des österreichisch-ungarischen Forschungsprojekts “Solidarity in times of crisis – Socio-economic change and political orientations in Austria and Hungary” (2016–2019). Dieses Projekt – gefördert von dem österreichischen „Fonds zur Förderung der wissenschaftlichen Forschung“ – wird durchgeführt von der Universität Wien (Jörg Flecker) und der Ungarischen Akademie der Wissenschaften (István Grajczjar).
Seit Dezember 2019 ist sie – gemeinsam mit Oliver Decker (Universität Leipzig und Kompetenzzentrum für Rechtsextremismus- und Demokratieforschung) – Sprecherin des Graduiertenkollegs „Rechtspopulismus. Autoritäre Entwicklungen, extrem-rechte Diskurse und demokratische Resonanzen“ der Universität zu Köln und Universität Leipzig.
Seit 2021 fungiert sie als Mitherausgeberin der Zeitschrift für Rechtsextremismusforschung (Z REX), die seit 2021 (peer review) zweimal jährlich erscheint.
Seit Mai 2022 leitet sie gemeinsam mit Birgit Jagusch (TH Köln) (in Kooperation mit Marcus Meier, Kölnische Gesellschaft für Christlich-Jüdische Zusammenarbeit) das Projekt „Digitale Politische Bildung als Konsequenz aus der Corona-Krise – Kritische Reflexion von Verschwörungsideologien und Antisemitismus in der schulischen und außerschulischen (digitalen) Politischen Bildung“ (Fördergeber: RheinEnergie Stiftung Wissenschaft und Bundeszentrale für politische Bildung).
Gemeinsam mit Schahrzad Farrokhzad und Birgit Jagusch (TH Köln) forscht sie seit Anfang 2023 zum Themenfeld „Radikalisierung durch Verschwörungsideologien. Auswirkungen auf den sozialen Nahraum als Herausforderung für die Bildungs- und Beratungsarbeit (RaisoN)“ (Fördergeber BMBF).

## Schriften (Auswahl)

### Monographien, Anthologien
- Schattenseiten der Aufklärung. Die Darstellung von Juden und „Wilden“ in philosophischen Schriften des 18. und 19. Jahrhunderts (= Studien zu Politik und Gesellschaft). Wochenschau Verlag, Schwalbach im Taunus 1999, ISBN 3-87920-485-3.
- mit Christoph Butterwegge, Janine Cremer, Alexander Häusler, Thomas Pfeiffer, Carolin Reißlandt, Samuel Salzborn: Themen der Rechten – Themen der Mitte. Zuwanderung, demografischer Wandel und Nationalbewusstsein Leske + Budrich, Opladen 2002, ISBN 3-8100-3419-3.
- mit Malte Meyer: Right-Wing Extremist Attitudes In Germany – Implications of Competitive Nationalism and Neoliberalism. USB Publication, Köln 2003, ISBN 3-931596-51-6.
- mit Justyna Staszczak: Geduldet, nicht erwünscht. Auswirkungen der Bleiberechtsregelung auf die Lebenssituation geduldeter Flüchtlinge in Deutschland (= CINTEUS-Reihe, Band 6), Ibidem Verlag, Stuttgart 2010.
- Staat und politische Bildung. Von der „Zentrale für Heimatdienst“ zur „Bundeszentrale für politische Bildung“. Mit einem Vorwort von Christoph Butterwegge, Springer VS, Wiesbaden 2013, ISBN 978-3-531-18670-2.
- mit Christoph Butterwegge und Gerd Wiegel: Rechtspopulisten im Parlament. Polemik, Agitation und Propaganda der AfD (unter Mitarbeit von Georg Gläser), Westend-Verlag, Frankfurt am Main 2018, ISBN 978-3-86489-221-9.

### Herausgeberschaften
- mit Guy Kempfert, Reinhard Kühnl: Antisemitismus. Geschichte – Interessenstruktur – Aktualität (= Distel-Hefte. Band 26). Distel Verlag, Heilbronn 1996, ISBN 3-929348-05-5.
- mit Christoph Butterwegge, Fatma Sarigöz: Medien und multikulturelle Gesellschaft (= Interkulturelle Studien. Band 3). Leske + Budrich, Opladen 1999, ISBN 3-8100-2501-1.
- mit Christoph Butterwegge: Alte und Neue Rechte an den Hochschulen (= Agenda-Politik. 19). Agenda Verlag, Münster 1999, ISBN 3-89688-060-8.
- mit Christoph Butterwegge: Zuwanderung im Zeichen der Globalisierung. Migrations-, Integrations- und Minderheitenpolitik (= Interkulturelle Studien. Band 5). Leske + Budrich, Opladen 2000, ISBN 3-8100-2603-4. (4. Auflage 2009, VS Verlag für Sozialwissenschaften)
- mit Christoph Butterwegge: Politische Bildung und Globalisierung. Leske + Budrich, Opladen 2002, ISBN 3-8100-2602-6.
- mit Christoph Butterwegge: Massenmedien, Migration und Integration. Herausforderungen für Journalismus und politische Bildung (= Interkulturelle Studien. Band 17). VS Verlag für Sozialwissenschaften, Wiesbaden 2006, ISBN 3-531-15047-2. (2. Auflage 2006)
- mit Christoph Butterwegge: Rechtspopulismus, Arbeitswelt und Armut. Befunde aus Deutschland, Österreich und der Schweiz. Budrich, Opladen u. a. 2008, ISBN 978-3-86649-071-0.
- mit Volker Hinnenkamp, Almut Zwengel: Migrations- und Integrationsforschung in der Diskussion. Biografie, Sprache und Bildung als zentrale Bezugspunkte. VS Verlag für Sozialwissenschaften, Wiesbaden 2008, ISBN 978-3-531-15318-6. (2. Auflage 2010)
- mit Hans-Wolfgang Platzer: Europa – Quo Vadis? Ausgewählte Problemfelder der europäischen Integrationspolitik. VS Verlag, Wiesbaden 2011, ISBN 978-3-531-17381-8.
- mit Bettina Lösch: Die Vermessung der sozialen Welt. Neoliberalismus – extreme Rechte – Migration im Fokus der Debatte. VS Verlag, Wiesbaden 2011, ISBN 978-3-531-16829-6.
- mit Kristina Nottbohm, Mechtild M. Jansen, Jamila Adamou: Sprache – Macht – Rassismus. Metropol, Berlin 2014, ISBN 978-3-86331-121-6.
- mit Kristina Nottbohm und Hans-Wolfgang Platzer: Europäische Identität in der Krise? Europäische Identitätsforschung und Rechtspopulismusforschung im Dialog. Springer VS, Wiesbaden 2017, ISBN 978-3-658-14950-5
- mit Christoph Butterwegge und Bettina Lösch: Auf dem Weg in eine andere Republik? Neoliberalismus, Standortnationalismus und Rechtspopulismus. Weinheim, Beltz/Juventa 2018, ISBN 978-3-7799-3776-0.
- Krise der Demokratie – Demokratie in der Krise? Gesellschaftsdiagnosen und Herausforderungen für die politische Bildung (Sir-Peter-Ustinov-Institut). Wochenschau Verlag, Frankfurt am Main 2020, ISBN 978-3-7344-1029-1
- mit Claudia Wiesner und Carola Bauschke-Urban: Genderperspektiven für die European Studies (= Gender. Zeitschrift für Geschlecht, Kultur und Gesellschaft. Jg. 13, Heft 1/2021, ISSN 1868-7245 / online: ISSN 2196-4467).
- mit Georg Gläser und Julia Lingenfelder: Demokratie im Zeichen von Corona. Metropol Verlag, Berlin 2021, ISBN 978-3-86331-571-9
- mit Mechtild M. Jansen und Jamila Adamou: Sprache – Macht – Rassismus. Metropol Verlag, Berlin 2023 (2., überarbeitete und aktualisierte Auflage) ISBN 978-3-86331-682-2.